# برمجيات المؤسسات

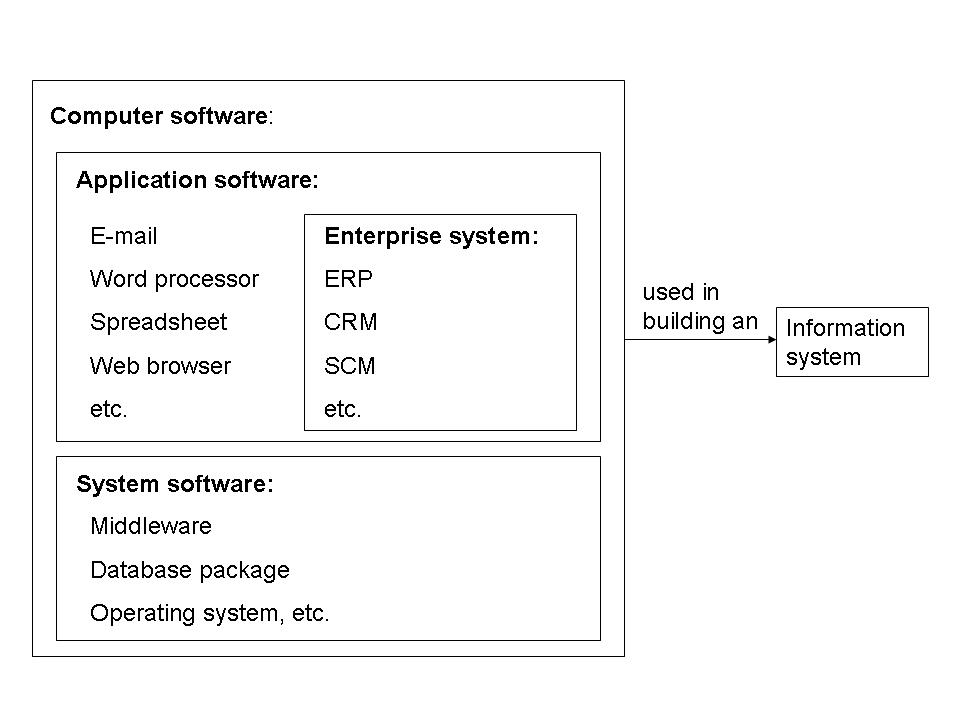

برمجيات المؤسسات والتي تُعرف أيضًا باسم برمجيات تطبيقات المؤسسات هي برمجيات حاسوب مخصصة لحاجات المؤسسات وليس المستخدمين الأفراد. وهذه المؤسسات قد تكون أعمالًا تجارية أو مدارس أو مجموعات مستخدمين ذات اهتمام ما أو نواد أو أعمال خيرية أو حكومات. وتعد برمجيات المؤسسات جزءًا أساسيًّا من نظم المعلومات المبنية على الحاسوب.
تقدم برمجيات المؤسسات عمومًا أدوات موجهة لقطاع الأعمال، مثل التسوق على الإنترنت، ومعالجة الدفع الإلكتروني ومصنفات المنتجات التفاعلية ونظم الدفع الآلية والخدمات الأمنية وإدارة عمليات الأعمال وإدارة محتوى المؤسسات وإدارة خدمات تقنية المعلومات وإدارة علاقات الزبائن وتخطيط موارد المؤسسات وذكاء الأعمال وإدارة المشروعات والتعاون وإدارة الموارد البشرية والتصنيع والسلامة والصحة المهنية وتكامل تطبيقات المؤسسات وميكنة استمارات المؤسسات.
وبما أن المؤسسات تتشابه في أقسامها الداخلية ونظمها، تتاح برمجيات المؤسسات في شكل حزمة من البرمجيات القابلة للتخصيص. وبوجه عام، يتطلب تعقيد هذه الأدوات قدرات متخصصين ومعرفة متخصصة. ويمكن القول أن الحوسبة في المؤسسات تستخدم من أجل عمليات إنتاج فعالة ودعم الإدارة.